# Rhacophorus exechopygus
Rhacophorus exechopygus är en groddjursart som beskrevs av Inger, Orlov och Ilya Sergeevich Darevsky 1999. Rhacophorus exechopygus ingår i släktet Rhacophorus och familjen trädgrodor. IUCN kategoriserar arten globalt som sårbar. Inga underarter finns listade i Catalogue of Life.